# Big Band CL

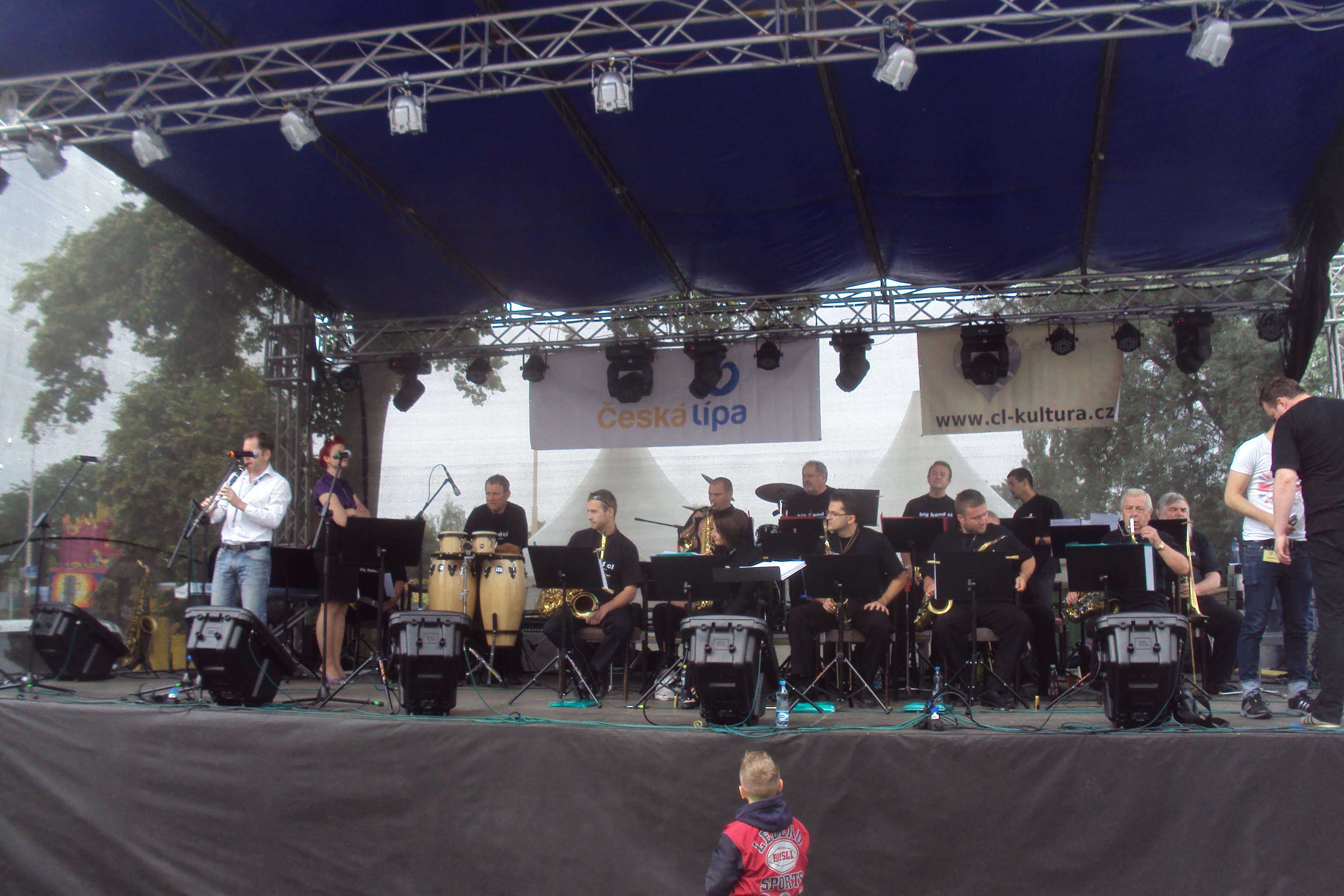
Skupina v červnu 2014

BigBand CL je českolipský swingový a jazzový orchestr založený Josefem Nečasem v České Lípě roku 1987. Je nyní složen především z učitelů Základních uměleckých škol v severních Čechách, hrají a zpívají s ním i mnozí hosté. Je pořadatelem mezinárodního swingového festivalu Sjezd swingařů (Meeting of the Swing Big Bands) v České Lípě (zpravidla KD Crystal) a je stále aktivní na mnoha scénách v republice.

## Složení orchestru pro festival Sjezd swingařů
Obsazení muzikanty i nástroji se mění každým rokem. 

### Rok 2001
- Dirigent – Zdeněk Hůla
- Vedoucím skupiny a zároveň aranžérem a manažerem je Jiří Tulach.
- Trumpety – Josef Adamec, Zdeněk Růžička, Jaroslav Pánek, Jaromír Janák, Otto Němec
- Trombony – Albert Jindra, Milan Olšák, Karel Steiner, MUDr. Olga Sigmundová, Petr Koucký
- Alt saxofon a klarinet – Ing. Luboš Rychtera, Štěpán Pycov
- Tenor saxofon a klarinet – David Strupp, Petr Starý
- Baryton a alt saxofon – Oldřich Beneš
- Piano – Vojtěch Hanka
- Kytara – Ing Ivan Košťál
- Bass – Josef Tichý
- Bicí – Petr Schmied
- Zpěv – Milada Tulachová, Josef Nečas

### Rok 2013
- Vedoucím skupiny a zároveň aranžérem a manažerem je Jiří Tulach.
- Trumpety – Zdeněk Růžička, Jaroslav Nosek, Jaroslav Halíř, Jaroslav Pánek, Petr Pospíšil
- Trombony – Albert Jindra, Milan Olšák, Pepa Pelc j.h., Karel Steiner, Miroslav Hochmal
- Alt saxofon – Luboš Rychtera, Kateřina Krupková
- Tenor saxofon – David Strupp, Vlastimil Horák
- Baryton – Aleš Růžička
- Flétna – Lenka Rychterová
- Piano – Vojtěch Hanka
- Kytara – Ivan Košťál
- Bass kytara – Ota Jirgl
- Bicí – Petr Mikeš j.h.
- Perkuse – Jaroslav Kulhánek
- Zpěv – Eva Jirků, Vladan Moravec

## Hostovali
S orchestrem hráli či zpívali v průběhu jeho existence mnozí známí muzikanti: Láďa Kerndl, Josef Laufer, Tomáš Savka, Marcela Králová, Leona Michálková, Ondřej Ruml, Sváťa Košvanec, Jiří Kulišev, Jaroslav Kopáček, Jaroslav Svěcený, Pavel Větrovec, Jiří Stivín, Pepa Pelc a další.

## Vystoupení
Orchestr hrál na mnoha pódiích celé republiky, v červnu 2014 vystoupil na Českolipských slavnostech 2014.